# SI-Centrum

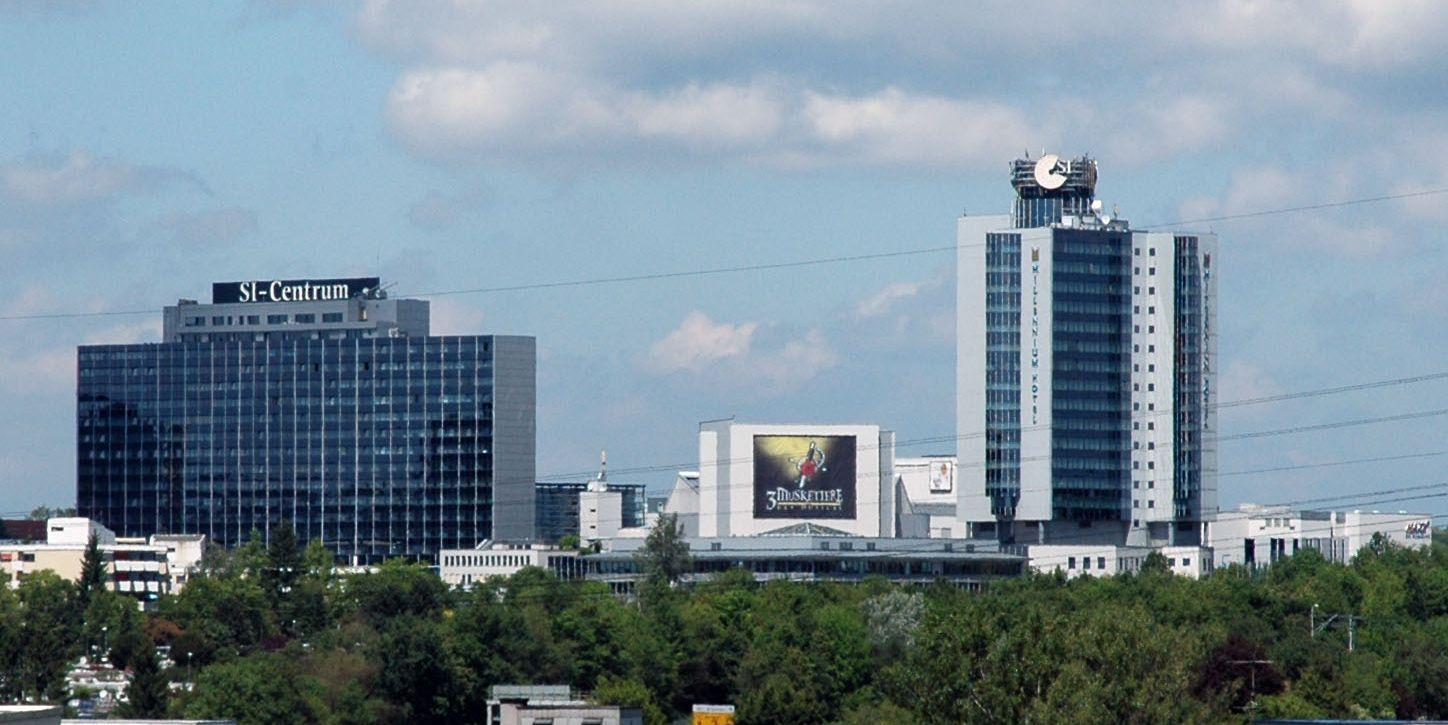
Blick auf das SI-Centrum von Süden (Mai 2007)

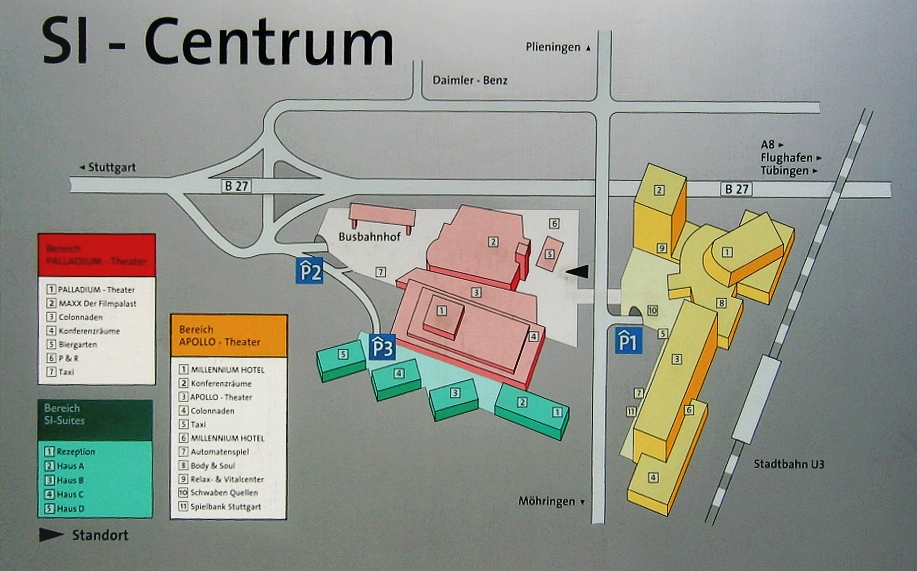
Übersichtstafel (2003)

Das SI-Centrum (Stuttgart International Centrum) ist ein Erlebniscenter in Stuttgart-Möhringen und eine der größten Stuttgarter Freizeiteinrichtungen. Es wird von ca. zwei Millionen Besuchern pro Jahr besucht.
Das SI-Centrum besteht aus zwei Musicaltheatern (Stage Apollo Theater und Stage Palladium Theater), der Spielbank Stuttgart, elf Restaurants, sieben Bars und drei Cafés (unter anderem in den sogenannten Colonnaden), einem CinemaxX-Filmpalast mit sechs Kinosälen, 22 Konferenz- und Tagungsräumen für bis zu 1.000 Personen, zwei Hotels (Dormero Hotel und SI-Suites) und den VitaParc SchwabenQuellen (Wellness).

## Lage
Das SI-Centrum liegt im Süden Stuttgarts zwischen Degerloch und Echterdingen an der B 27. Zu erreichen ist es vom Hauptbahnhof Stuttgart mit den Stadtbahnlinien U5, U6 oder U12 bis zur Haltestelle „Möhringen Bahnhof“ und von dort mit der Linie U3 in Richtung Plieningen bis Haltestelle „Salzäcker“ oder ebenfalls vom Hauptbahnhof mit den S-Bahn-Linien S1, S2 und S3 bis zum Bahnhof Vaihingen und von dort mit der Stadtbahnlinie U3 in Richtung Plieningen.
Mit dem Auto erreicht man das SI-Centrum von der Autobahn A 8 Abfahrt Stuttgart-Degerloch/-Möhringen. Dem SI-Centrum direkt gegenüber liegt die ehemalige Konzernzentrale der Daimler AG.

## Geschichte
Seit 1960 stand auf dem Gelände des heutigen SI-Centrums das Hotel Stuttgart International (heute: Dormero Hotel Stuttgart), von dem der Name für das Zentrum entlehnt wurde. Dieses befindet sich auf dem oben abgebildeten Plan als längliches Rechteck im gelben Bereich (rechts unten). Anfang der 1990er Jahre wurde um das Hotel herum im Auftrag des Musicalbetreibers Stella AG ein sogenanntes Urban Entertainment Center gebaut, das neben dem Hotel auch ein Musical, einen Shopping-Bereich sowie Wellness-Möglichkeiten bieten sollte. Das Hotel, welches um den markanten Hotel-Turm erweitert wurde, firmierte von nun an unter dem Namen Copthorne Hotel Stuttgart International.

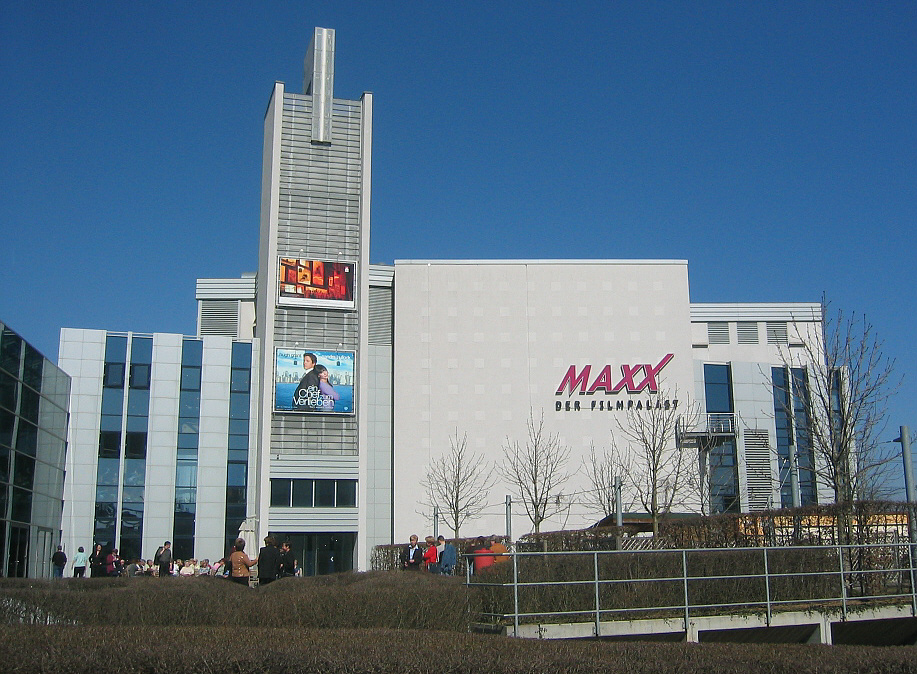
MaxX-Filmpalast (2003)

Bereits ein Jahr nach der Eröffnung des SI-Komplexes (1994) wurde mit einem Erweiterungsbau begonnen. Ein weiterer Musical-Saal wurde errichtet, beide Musicals wurden unterirdisch verbunden. Des Weiteren entstand ein umfangreicher Shopping- und Gastronomie-Komplex, in dem mehrere themenbezogene Restaurants und Bars angesiedelt wurden.
Rechnerisch verfügte das SI nun über eine Kapazität von rund 3.600 Musical-Besuchern. Neben den 450 Zimmern im Copthorne wurde daher ein weiteres Hotel (die damaligen Stella Suites und heutigen SI-Suites) errichtet. Auch die Cinemaxx-Gruppe siedelte sich mit einem Kinocenter direkt im Komplex an. 1997 wurde der Erweiterungsbau eröffnet. Das Hotel firmierte intern um und nannte sich ab sofort Millennium Hotel & Resort Stuttgart (heute: Dormero Hotel).
Zunächst schien das Stella-Konzept (unter Leitung des schwäbischen Unternehmers Rolf Deyhle) ein Erfolgskonzept zu sein. Doch schnell zeigte sich, dass die Mieten und Preise zu hoch waren, so dass die Auslastung hinter den Erwartungen zurückblieb. Der für 1997 angekündigte Börsengang der Stella wurde zunächst verschoben. 1998 räumte Deyhle erstmals finanzielle Probleme ein. Das Land Baden-Württemberg bürgte später mit 15 Millionen Euro, die Landesbank übernahm acht Prozent der Stella-Anteile. Dennoch musste das Unternehmen 1999 Insolvenzantrag stellen.
Per April 2002 übernahm die niederländische Stage Entertainment ein Gros der Stella-Anteile.
Deyhle selbst gab die Verantwortung für die Stella AG bereits 1998, ein Jahr vor der Insolvenz, an ein Bankenkonsortium ab.
Zum 1. September 2011 firmierte das Millennium Hotel um und nennt sich unter neuer Leitung nun Dormero Hotel Stuttgart. Umfassende Renovierungsarbeiten wurden bis Juli 2012 durchgeführt.

## Musicals

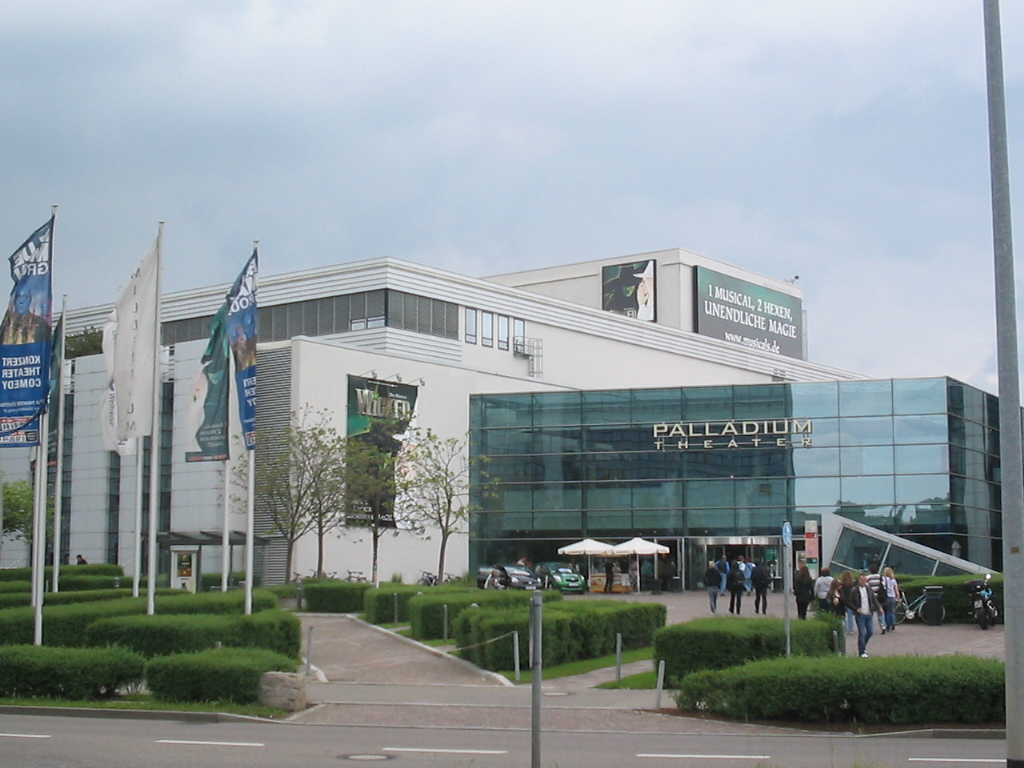
Palladium Theater (Mai 2008)

Die beiden von Stage Entertainment betriebenen Musicaltheater des SI-Centrums gehören zu den größten in Deutschland, noch größer sind lediglich das Theater im Hafen Hamburg und die Neue Flora, die beide in Hamburg stehen. Das Apollo und das Palladium verfügen über moderne Technik und ein aufwändiges Soundsystem.

### Stage Apollo Theater
Das  Stage Apollo Theater (1994–2003: Musical Hall I, 2003–2011: Apollo Theater) wurde von Juli 1993 bis August 1994 gebaut, verfügt über 1.838 Sitzplätze auf drei Ebenen und eröffnete im Dezember 1994. Es bietet eine Gesamtfläche von 4.580 Quadratmeter.
| Beginn            | Ende               | Musical                          | Genre           | Veranstalter         | Anmerkungen         |
| ----------------- | ------------------ | -------------------------------- | --------------- | -------------------- | ------------------- |
| 02. Dezember 1994 | 19. Dezember 1999  | Miss Saigon                      | Musical         | Stella Entertainment | Deutschlandpremiere |
| 31. März 2000     | 31. August 2003    | Tanz der Vampire                 | Musical         | Stella Entertainment | Deutschlandpremiere |
| 21. November 2003 | 31. Dezember 2004  | 42nd Street                      | Musical         | Stage Entertainment  | Deutschlandpremiere |
| 06. März 2005     | 17. September 2006 | Elisabeth                        | Musical         | Stage Entertainment  |                     |
| 12. November 2006 | 27. Januar 2008    | 3 Musketiere                     | Musical         | Stage Entertainment  |                     |
| 28. Februar 2008  | 12. Oktober 2008   | Blue Man Group                   | Show            | Stage Entertainment  |                     |
| 13. November 2008 | 16. September 2010 | We Will Rock You                 | Jukebox-Musical | Stage Entertainment  |                     |
| 18. November 2010 | 14. Oktober 2012   | Ich war noch niemals in New York | Jukebox-Musical | Stage Entertainment  |                     |
| 09. Dezember 2012 | 25. September 2013 | Sister Act                       | Musical         | Stage Entertainment  |                     |
| 21. November 2013 | 28. August 2016    | Tarzan                           | Musical         | Stage Entertainment  |                     |
| 23. Oktober 2016  | 28. Januar 2018    | Mary Poppins                     | Musical         | Stage Entertainment  | Deutschlandpremiere |
| 18. Februar 2018  | 10. Februar 2019   | Der Glöckner von Notre Dame      | Musical         | Stage Entertainment  |                     |
| 21. März 2019     | 19. Januar 2023    | Aladdin                          | Musical         | Stage Entertainment  |                     |
| 16. März 2023     | 22. September 2024 | Tina – Das Tina Turner Musical   | Jukebox-Musical | Stage Entertainment  |                     |
| 16. November 2024 |                    | Die Eiskönigin                   | Musical         | Stage Entertainment  |                     |

### Stage Palladium Theater
Das Stage Palladium Theater (1997–2003: Musical Hall II, 2003–2011: Palladium Theater) wurde von Mai 1996 bis August 1997 gebaut, verfügt über 1.807 Sitzplätze auf drei Ebenen und wurde im Dezember 1997 im Zuge der Erweiterung des SI-Centrums eröffnet. Es bietet eine Gesamtfläche von 4.889 Quadratmetern.
| Beginn             | Ende               | Musical                   | Genre           | Veranstalter         | Anmerkungen         |
| ------------------ | ------------------ | ------------------------- | --------------- | -------------------- | ------------------- |
| 05. Dezember 1997  | 22. Dezember 2000  | Die Schöne und das Biest  | Musical         | Stella Entertainment | Deutschlandpremiere |
| 02. März 2001      | 30. Juni 2002      | Cats                      | Revue-Musical   | Stella Entertainment |                     |
| 01. November 2002  | 23. Mai 2004       | Das Phantom der Oper      | Musical         | Stage Entertainment  |                     |
| 18. Juli 2004      | 09. September 2007 | Mamma Mia!                | Jukebox-Musical | Stage Entertainment  |                     |
| 15. November 2007  | 29. Januar 2010    | Wicked – Die Hexen von Oz | Musical         | Stage Entertainment  | Deutschlandpremiere |
| 25. Februar 2010   | 16. Oktober 2011   | Tanz der Vampire          | Musical         | Stage Entertainment  | Wiederaufnahme      |
| 08. Dezember 2011  | 06. Januar 2013    | Rebecca                   | Musical         | Stage Entertainment  | Deutschlandpremiere |
| 14. Februar 2013   | 05. Oktober 2014   | Mamma Mia!                | Jukebox-Musical | Stage Entertainment  | Wiederaufnahme      |
| 06. November 2014  | 17. September 2015 | Chicago                   | Musical         | Stage Entertainment  |                     |
| 11. November 2015  | 12. Januar 2017    | Rocky                     | Musical         | Stage Entertainment  |                     |
| 26. Januar 2017    | 03. September 2017 | Tanz der Vampire          | Musical         | Stage Entertainment  | Wiederaufnahme      |
| 28. September 2017 | 14. Oktober 2018   | Bodyguard                 | Jukebox-Musical | Stage Entertainment  |                     |
| 15. November 2018  | 13. Oktober 2019   | Anastasia                 | Musical         | Stage Entertainment  | Deutschlandpremiere |
| 7. November 2019   | 12. März 2020      | Ghost – Das Musical       | Musical         | Stage Entertainment  |                     |
| 5. Oktober 2021    | 10. September 2023 | Tanz der Vampire          | Musical         | Stage Entertainment  | Wiederaufnahme      |
| 15. November 2023  |                    | Tarzan                    | Musical         | Stage Entertainment  | Neuinszenierung     |